# Svidd neger
Albums de Ulver
Lyckantropen Themes
(2002) Blood Inside
(2005)
Svidd neger est le septième album studio du groupe norvégien Ulver. C'est la deuxième et dernière bande originale de film en date composée par le groupe, moins d'une année après Lyckantropen Themes qui avait permis à Ulver de se faire remarquer par le monde du cinéma et de recevoir des propositions de contributions musicales. Svidd neger (Nègre brûlé en norvégien) est le nom du court-métrage norvégien du même nom réalisé en 2003 par Erik Smith-Meyer dont cet album a servi de support. La musique reste dans le domaine de l'électronique mais est dotée d'un léger côté orchestral dans les sonorités, ce qui lui donne une substance très différente de celle de Lyckantropen Themes.

## Liste des pistes
| No  | Titre               | Durée |
| --- | ------------------- | ----- |
| 1.  | Preface             | 1:41  |
| 2.  | Ante Andante        | 0:53  |
| 3.  | Comedown            | 2:18  |
| 4.  | Surface             | 3:17  |
| 5.  | Somnam              | 2:41  |
| 6.  | Wild Cat            | 2:32  |
| 7.  | Rock Massif Pt. I   | 1:41  |
| 8.  | Rock Massif Pt. II  | 2:05  |
| 9.  | Poltermagda         | 0:27  |
| 10. | Mummy               | 1:02  |
| 11. | Burn the Bitch      | 0:52  |
| 12. | Sick Soliloquy      | 0:21  |
| 13. | Waltz of King Karl  | 3:17  |
| 14. | Sadface             | 2:43  |
| 15. | Fuck Fast           | 0:20  |
| 16. | Wheel of Conclusion | 6:26  |